# Bolsa de productos
Las Bolsas de Productos son mercados donde se transan productos especialmente del sector agropecuario y títulos valores no convencionales, sin la presencia física de los mismos, generalmente a través de la intermediación de comisionistas o corredores; funcionan paralelamente a las Bolsas de Valores y Bolsas de Derivados, sin competir con ellas, sino complementando su actividad, muchas veces apoyando la intervención del estado con programas para la transacción de productos que de otra forma no se harían visibles. Son un fenómeno latinoamericano que surgió desde 1970.

## Orígenes
Hacia la década de 1870, en las zonas de alto comercio de productos agropecuarios de Brasil y Argentina, se crearon las primeras Bolsas de Derivados para productos agrícolas de Latinoamérica. Estas Bolsas se consolidaron durante los siguientes 40 años, ofreciendo la formación de un mercado dinámico de futuros para ciertos commodities como café,maíz, soya, trigo, naranja o ganado.
Al igual que sus contrapartes en Europa, Japón y Estados Unidos, sufrieron grandes reveses con la crisis de los años 1930 e implementaron mecanismos para la gestión de riesgos. Para la década de los 80, se creó BMF (Bolsa de Mercancías y Futuros) en Brasil Historia de la BMF con una plataforma electrónica de avanzada, que revolucionó el mercado de derivados de commodities en Latinoamérica y que luego se implementaría en los mercados argentinos de commodities y luego en los mercados de valores de la región.
Sin embargo, como la región tiene grandes zonas de producción minifundista, en especial en la cordillera de los Andes en países desde Chile hasta Venezuela, en Centroamérica y el Caribe, y en las zonas montañosas de México, la mayor parte de los países no crearon mecanismos bursátiles para la negociación de commodities. No solo fue causa de esto la producción de pequeña escala, sino diversificada en muchos tipos de productos, como frutas, hortalizas o productos sin mercados internacionales; la escasa provisión de infraestructura de transporte y zonas comerciales; y la carencia de estándares de calidad de los productos, generando alta variación en lo que arribaba a los mercados, con productos en pésimas condiciones.
Por otro lado, la región inició tardíamente sus procesos de gestión política hacia la mejora de las condiciones de los trabajadores y de los campesinos, frente a las clases acomodadas, generó que las revoluciones con corte social y comunista, vieran a las Bolsas de Derivados, ya desarrolladas y con sus dificultades de los años 30, como parangón de un capitalismo percibido negativamente y por eso, desde los años 30 no hubo desarrollos bursátiles en el sector agropecuario y minero energético de la región.
Habría que esperar hasta los años 70, para que surgiera un fenómeno regional único en el mundo, llamado la Bolsa de Productos, como una alternativa gubernamental parada transacción de productos agropecuarios y para la transmisión de políticas de comercialización de estos productos.

## Bolsas de Productos en América Latina

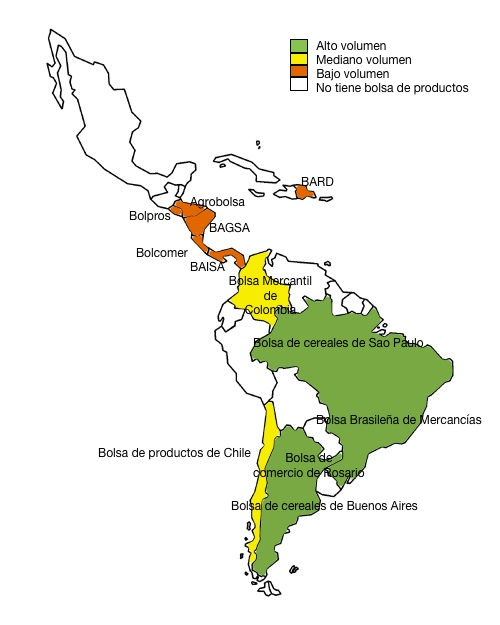
Mapa de Bolsas de productos en el mundo

De acuerdo con el Banco Mundial en 2012 Bolsas de Productos en Latinoamérica , en América Latina están presentes estas Bolsas de productos:
Agrobolsa – Honduras
Bagsa – Nicaragua
Bolsagro - Nicaragua 
Baisa – Panamá
Bolpriaven - Venezuela
Bolsa de cereales de Buenos Aires
Bolsa de comercio de Rosario
Bolsa brasileira de mercadorias
Bolsa de cereales de Sao Paulo
Bolsa Mercantil de Colombia
Bolsa de comercio de Costa Rica
Bolpros – El Salvador
Bolsa de productos de Chile
Bolsa Agroempresarial de la República Dominicana
Bolsa de Productos de Ecuador
Bolsa de Valores y Productos de Asunción S.A. - Paraguay

## Qué hacen las Bolsas de Productos
Las Bolsa de Productos, son un fenómeno único de Latinoamérica. No hacen operaciones de futuros ni opciones como sucede en las Bolsas de Derivados y de Commodities; sino que apoyan a los gobiernos locales en el desarrollo de programas de comercialización de productos agropecuarios y en algunos casos, de otros commodities.
- Registro de transacciones: A través de incentivos tributarios, las bolsas canalizan registros de transacciones que no se realizan en la Bolsa, sino directamente entre compradores y vendedores, con el fin de generar información de precios y formalización. Además es utilizado como mecanismo comprobante de la ejecución de políticas públicas en el sector agropecuario relacionadas con la comercialización.
- Subastas de contingentes: Las Bolsas de Productos organizan subastas con el fin de apoyar la compra de productos nacionales. En las subastas de contingentes, se dan cupos para que los compradores adquieran productos importados con bajos aranceles, si se compra una determinada proporción de producto nacional.
- Mercados de productos físicos: Son los mercados a los que acuden libremente compradores y vendedores de productos agropecuarios y otros commodities, con el fin de cerrar negocios bilaterales.
- Repos de Certificados de Depósito: Son operaciones de financiación en que un certificado de depósito de mercancías es usado como garantía de un préstamo, que otorga un inversionista.
- Factoring: A través de la Bolsa, se conectan empresas que tienen facturas por cobrar a plazo e inversionistas que les otorgan liquidez descontando la factura a una tasa negociada en el mercado.
- Administración de programas de comercialización del gobierno: Estas bolsas pueden actuar como contratistas del estado para gestionar programas que tienen incidencia en la comercialización de productos agropecuarios u otros commodities.
- Mercados de compras estatales: En la bolsa se organizan subastas inversas para que las entidades públicas puedan comprar productos competitivamente.

En algunos países tienen reglamentaciones especializadas y son vigiladas por las comisiones de valores de sus respectivos países.